# Петька і Василь Іванович рятують галактику
Петька і Василь Іванович рятують галактику — комп'ютерна гра в жанрі гумористичного графічного квесту, розроблена компанією S.K.I.F. і випущена компанією «Бука» в листопаді 1998 року для Microsoft Windows, а також 11 вересня 2014 року для пристроїв Android. Стала родоначальником цілої однойменної серії.
16 лютого 2016 року було випущено перевидання для сучасних версій операційної системи Windows і широкоформатних моніторів під назвою «Петька і Василь Іванович: Перезавантаження», також доступне з англійськими субтитрами під назвою Red Comrades Save the Galaxy: Reloaded.

## Сюжет
Давним-давно через Сонячну систему пролітав величезний космічний корабель. З незрозумілих причин корабель вийшов з ладу і став на орбіту Землі. Так у Землі з'явився супутник — Місяць. Більшість інопланетян, які перебували на кораблі, гинуть, виживають лише ті, хто в той момент перебував в анабіотичному сні. І вони так і спали б вічно, якби на Землі в Росії не грянула Жовтнева революція. П'яні матроси, сповіщаючи штурм Зимового палацу, вистрілили з гармати крейсера Аврора і потрапили прямо в Місяць. Механізми корабля, що відмовили тисячі років тому, активувалися і пробудили інопланетян. Озирнувшись і зрозумівши всю безвихідь свого становища, інопланетяни вирішують завоювати Землю. Розробляючи план вторгнення, прибульці виявляють важливу стратегічну позицію, село Гадюкіно, на що недвозначно натякає напис на покажчику: «Гадюкіно - пупъ Земли». Природно, саме із захоплення цього стратегічного центру вони і мають намір почати завоювання.
У цей час на Землі, в Росії, вже повним ходом іде Громадянська війна. Село Гадюкіно розділяє лінія фронту, що проходить по річці Урал, де з одного боку розташувався знаменитий комдив Чапаєв зі своєю дивізією, а з іншого — недобиті білогвардійські генерали із залишками своїх військ. Саме в цій обстановці інопланетяни починають вторгнення. А напередодні хтось викрав серед білого дня зі штабу «червоних» прапор полку. Василь Іванович разом із Петькою вирішує пробратися на територію білих, повернути прапор і помститися за зганьблену честь дивізії.

## Персонажі
- Василь Іванович і Петька — протагоністи.
- Анка-кулеметниця — головний персонаж, протягом сюжету з'являється кілька разів, у частині сюжету нею можна керувати.
- Фурманов — політрук дивізії ВІЧа, убитий інопланетянами і зімітований головним лиходієм.
- Лже-Фурманов — ватажок інопланетян, зімітував Фурманова, через що і викликав тимчасову довіру у героїв. Під його керівництвом було вкрадено прапор.

## Озвучування
Гру дубльовано тільки російською мовою.
| Актор             | Роль                   |
| ----------------- | ---------------------- |
| Катерина Тенета   | Анка                   |
| Олександр Пожаров | Василь Іванович Чапаєв |
| Борис Лінніков    | Петька                 |
| Євген Кондратьєв  | Фурманов               |